# Strukturdynamik
Die Strukturdynamik befasst sich mit den Bewegungen von Strukturen (Maschinen, Maschinenelemente oder Bauwerke) infolge zeitabhängiger Belastungen, z. B. infolge  von Wind. Die resultierenden Bewegungen sind insbesondere Schwingungen.
Werden die Verzerrungen im elastischen Bereich linear angesetzt, so können auch die Eigenformen bestimmt werden. Die gängigsten Programme für die computerunterstützte Lösung strukturdynamischer Probleme sind NASTRAN, ANSYS, Abaqus und LS-DYNA. In der Regel können diese Programme auch für nichtlineare Probleme eingesetzt werden, z. B. im Fahrwerks- bzw. Karosseriebereich.

## Anwendungsgebiete
Das Anwendungsgebiet der Strukturdynamik ist groß. Sie umfasst den Frequenzbereich ca. zwischen 0 und 1000 Hz. So zählen u. a. folgende Bereiche zur Strukturdynamik:
- Maschinendynamik
- Baudynamik
- Rotordynamik.

Oft sind Strukturschwingungen unerwünscht, z. B. beim Dröhnen von Karosserieblechen oder bei den Schwingungen im Antriebsstrang von Fahrzeugen. Manchmal sind die Schwingungen aber erwünscht oder notwendig, z. B. bei Schwingförderern oder Mikrofonen. Die Strukturdynamik liefert Verfahren, mit denen diese Strukturen in der Theorie oder per Experiment analysiert werden können.
Angrenzende Gebiete, mit denen Schnittmengen bestehen, sind u. a.:
- Maschinenakustik: Frequenzbereich zwischen 100 und 16.000 Hz[4]
- Strukturmechanik: Dimensionierung von Strukturen bei statischer, dynamischer und thermischer Belastung.
- Mehrkörperdynamik: Ein mögliches Unterscheidungsmerkmal zwischen Strukturdynamik und Mehrkörperdynamik liegt in der Betrachtung der verwendeten Freiheitsgrade: in der Strukturdynamik können durchaus tausende von ihnen vorhanden sein, in der Maschinendynamik sind es üblicherweise nur einige wenige. Schiehlen und Eberhard machen in ihrem Buch „Technische Dynamik“ folgende Aussage: „... Die wesentlichen Anwendungsgebiete der Methode der finiten Elemente liegen in der Strukturdynamik, während die Methode der Mehrkörpersysteme in der Maschinendynamik bevorzugt eingesetzt wird ...“[5]

## Finite Elemente
Bei Finiten Elementen wird das System üblicherweise beschrieben durch:
{\displaystyle M(t)\,{\ddot {\vec {d}}}+C(t)\,{\dot {\vec {d}}}+K(t)\,{\vec {d}}=0}
mit
- {\displaystyle M}: Massenmatrix
- {\displaystyle C}: Physikalische Dämpfungsmatrix
- {\displaystyle K}: Steifigkeitsmatrix
- {\displaystyle {\vec {d}}}: (zeitabhängiger) Knotenverschiebungsvektor.